# Medalla Militar (Espanya)
La Medalla Militar és una condecoració d'Espanya. Té el seu origen en la Llei de Bases de 1918 que va establir per substituir a les desaparegudes Creus de Sant Ferran de 1a i 3a classes. El primer disseny va aparèixer per Reial Ordre de 7 de desembre de 1920; el seu anvers es conserva fins als nostres dies, encara que el revers va patir diversos canvis.
El reglament es publica pel Decret número 2.422 de 23 d'agost de 1975 (DO. Núm. 251). No hi ha variació en els models referents a la Medalla Militar Individual ni a la col·lectiva a les seves classes de personal, corbata per a Banderes, estendards i Guió-Ensenya. En arribar el moment es va modificar l'escut del revers, definint-ho en la llei número 33 del 5 d'octubre de 1981 i dissenyat segons el Reial decret número 2.964 de 18 de juliol del mateix any.
La medalla és concedida a tots els integrants de l'Exèrcit, des del rang de soldat fins al de capità general, en cada campanya servirà com recompensa exemplar i immediata dels fets i serveis molt notoris i distingits, realitzats contra l'enemic.
Actualment està regulada per Reial decret 899/2001, de 27 de juliol.

## Característiques
La Medalla serà de ferro rovellat, circular, de quaranta-dos mil·límetres de diàmetre i portarà en la seva part superior una anella rectangular, amb les vores arrodonides, de 15 mil·límetres en el sentit horitzontal i 7 mil·límetres en el vertical
Anvers:
En el seu anvers, concèntric a la seva vora, portarà un cercle de plata de 31 mil·límetres de diàmetre exterior i 29 mil·límetres interior. Dins del cercle portarà un sol naixent després del mar i una matrona en peus representant a Espanya ofrenant, amb la mà destra, una corona de llorer i sostenint un escut amb un cap de lleó, a la mà sinistra. Fora del cercle, entre el cèrcol i la vora, una Orla constituïda per una corona de llorer i roure, amb la qual alternen dos lleons i un castell i, en la part inferior, un cartell amb el lema: Al VALOR MOLT DISTINGIT.
Revers:
El seu revers, d'anàloga factura, ostentarà dins del cèrcol, l'Escut d'Espanya proporcionat a les dimensions del cercle. No figurarà el lema de l'anvers.
Cinta:
La cinta, de la qual anirà pendent la Medalla, serà de seda de trenta-cinc mil·límetres d'ample, dividida en tres parts: la central, de 15 mil·límetres d'ample, amb els colors nacionals, i les dels costats, blanques, de 10 mil·límetres d'ample cadascuna, amb un filet groc de 2 mil·límetres d'amplària. Aquesta cinta tindrà 45 mil·límetres de longitud a la vista i es portarà subjecta per una sivella daurada de la forma i dimensions proporcionades i usuals per a aquesta classe de condecoracions. Sobre la cinta es portarà un rectangle de metall daurat de quatre mil·límetres d'ample, amb la data corresponent a l'acció que motiva la concessió de la recompensa, en vermell.
L'ostentació de la Medalla Militar serà obligatòria sobre l'uniforme, sempre en la seva grandària normal i en lloc destacat sobre les restants condecoracions individuals, excepte les de la Creu Llorejada de Sant Ferran, que aniran per davant. Només s'ostentarà una condecoració d'aquesta recompensa sobre l'uniforme, acreditant-se la seva repetició per mitjà de successius rectangles de metall daurat sobre la cinta relatius a les corresponents concessions.

## Medalla Militar col·lectiva
Els distintius de la Medalla Militar col·lectiva són:

- Medalla Militar col·lectiva, insígnia individual: L'orla de la Medalla Militar Col·lectiva, de quaranta-dos mil·límetres de diàmetre. El cercle central estarà brodat en vermell, amb l'acció i data que determini el reial decret de concessió, en or. No es podrà ostentar més d'una insígnia individual en el disseny descrit, acreditant-se la possessió d'altres Medalles Militars Col·lectives mitjançant barres d'or de quaranta mil·límetres de longitud i quatre mil·límetres d'ample per cadascuna de més que es concedeixi, brodades sota la insígnia individual i separades d'ella o entre si, per cinc mil·límetres de distància i en les quals es farà constar, en vermell, l'acció que va motivar la concessió i la data en què es va produir.

- Corbata de la Medalla Militar col·lectiva: De seda i en els mateixos colors que la cinta, amb una llaçada de dues caigudes, acabades amb serrells d'or. Sobre la primera d'aquestes caigudes anirà brodada l'orla de la Medalla Militar Col·lectiva. El cercle central estarà brodat en vermell, amb l'acció i la seva data en or i, sota ella, en negre, la unitat. La corbata anirà subjecta a la moharra de la Bandera o Estendard, quedant pendent sobre ella i a l'altura del seu centre.

- Guió-ensenya de la Medalla Militar col·lectiva: Format per dues teles superposades de damasc de seda en els mateixos colors proporcionals que la cinta. Al seu centre anirà brodat model anàleg al de la Medalla i sota, en negre i per aquest ordre, la Unitat, l'acció i la seva data. El Guió-Ensenya anirà subjecte a un asta de les dimensions reglamentàries per als estendards. Portarà un serrell platejat de seixanta mil·límetres.

- Placa de la Medalla Militar col·lectiva: De plata, amb forma rectangular i de dimensions proporcionades al lloc on vagi a ostentar-se, portant gravat en ferro oxidat i en la seva part esquerra, l'anvers de la medalla, proporcionat a la seva grandària, sota el com, en or, se situarà, per aquest ordre, la unitat, l'acció i la seva data. En la seva part dreta figurarà, també en or, la inscripció: «Al valor molt distingit».

## Classificació
Les Creus, Bandes i Medalles corresponents a la Gran Creu Llorejada, a la Creu Llorejada i a la Medalla Militar Individual, per ser condecoracions de primera classe, s'ostentaran sempre en la seva grandària normal, en primer lloc i destacades respecte de les restants condecoracions, amb preferència de les Creus Llorejades sobre les Medalles Militars.
La possessió de Creus Llorejades i Medalles Militars Col·lectives s'acreditarà mitjançant passadors representatius de les insígnies individuals que estaran constituïts per les cintes en els colors de la Banda de la Gran Creu Llorejada i de la cinta de la Medalla Militar Individual, respectivament, de 30 mil·límetres de longitud per 10 mil·límetres d'ample, muntades sobre una armadura de metall daurat, i emmarcades per dues barres laterals d'aquest metall, de 2 mil·límetres d'ample i 12 mil·límetres de llarg cadascuna. Aquests passadors aniran col·locats sobre la part esquerra de l'uniforme i en primer lloc respecte dels restants passadors, amb preferència el passador de la insígnia individual de la Creu Llorejada sobre el de la Medalla Militar. S'ostentaran tants passadors com a insígnies individuals es posseeixin, d'ambdues recompenses col·lectives.